# Heliura banoca
Heliura banoca là một loài bướm đêm thuộc phân họ Arctiinae, họ Erebidae.